# Беларусь в Холодной войне

Послевоенная БССР и Белорусский ВО на карте СССР.

Белорусская Советская Социалистическая Республика, как часть Советского Союза, была вовлечена в противостояние социалистического и капиталистического блоков в годы Холодной войны. Белорусская дипломатия активно поддерживала внешнеполитический курс общесоюзного руководства по вопросу борьбы с Западом.
В рамках гипотетической Третьей мировой войны между СССР и США особая роль отводилась Белорусскому военному округу, которому ставилась задача прикрытия западного направления. Для подготовки к потенциальным ядерным ударам на территории республики совершенствовалась гражданская оборона и система предупреждения о атаках.
Военнослужащие Белорусского ВО, этнические белорусы, уроженцы страны разных национальностей и будущие граждане независимой Республики Беларусь принимали участие в ряде локальных конфликтов того периода.

## На международной арене
В ходе подготовки к созданию ООН советские власти опасались, что Москва в ней могла оказаться в изоляции среди капиталистических стран. Как решение данной проблемы было решено включить в состав государств-учредителей Украину и Белоруссию. Выход на международную арену и участие в работе ряда международных организаций стало важным событием для республики. Внешнеполитическая деятельность Минска началась в феврале 1944 г., с принятием закона «О предоставлении союзным республикам полномочий в области внешних сношений». В 1974—1975 годах БССР избрана непостоянным членом Совета Безопасности организации.
На пленарном заседании Генеральной Ассамблеи 19 сентября 1947 года выступил министр иностранных дел БССР Кузьма Киселёв. По форме и содержанию отличалась от его выступления на 1-й сессии. В первую очередь изменилась тональность речи: вместо спокойных высказываний о необходимости сотрудничества больших государств и всех Объединённых Наций пришла резкая обвинительная риторика, в частности, в сторону Запада. В лице США, которые Киселёв стремился представить преемником фашистской идеологии и политики, формировался образ врага.
Как писал историк Владимир Снапковский, комментируя это выступление, «так белорусская дипломатия начала платить суровую дань „холодной войне“».
На каждой сессии ГА белорусская делегация отстаивала позиции социалистического лагеря. В период Корейской войны делегация БССР выступала за мирное урегулирование и вывод из Кореи всех иностранных войск. Дипломаты республики осудили «доктрину Трумэна» и «план Маршалла». По китайскому вопросу страна выступала за передачу места Тайваня в СБ ООН КНР. С началом деколонизации в Азии и Африке общественность республики решительно выступала в поддержку национально-освободительных движений и стран, что находились в конфронтации с западными державами и их союзниками, в частности, Индонезии (по вопросу антиколониальной войны), Алжира (по вопросу антиколониальной войны), Египта (по вопросу Суэцкого кризиса), арабских государств (в арабо-израильском противостоянии). Касаемо Конголезского кризиса делегация БССР призвала осудить интервенцию Бельгии и потребовать от бельгийского правительства вывода своих войск из Республики Конго. В 1980 году она проголосовала против резолюции ГА, которая квалифицировала ввод советских войск в Афганистан как иностранную интервенцию.

Белорусский народ поддерживает законную борьбу народов Анголы, Мозамбика, Гвинеи-Бисау, Зимбабве, Намибии, которые борются против португальских и южноафриканских колонизаторов-расистов и их империалистических опекунов. Белорусская делегация требует прекращения помощи и поддержки режимов ЮАР, Южной Родезии и Португалии со стороны США, Англии, ФРГ и других западных держав.— Министр иностранных дел БССР А. Гуринович на 25-й сессии ГА.
В период горбачёвской перестройки БССР, также как и общесоюзное руководство, изменила подход к проблематике Холодной войны: вместо конфронтации дипломаты перешли к корректным и уважительным высказываниям.
На площадке ООН белорусские представители использовали аргументацию и оценки, даваемые в выступлениях руководителей общесоюзной делегации, в зависимости от ситуации усиливая или ослабляя их. Позиция Минска по вопросам проблематики отношений двух блоков зависела от общесоюзной внешнеполитической линии. Возможность проявления какой-либо самостоятельности или инициативы со стороны белорусской делегации по политическим вопросам Холодной войны исключалась. Согласно Снапковскому, белорусские представители выполняли только ограниченные тактические задачи в рамках распределения функций между делегациями «советского блока», о чём свидетельствовали единичные предложения БССР по корейскому и китайскому вопросам.

## Культура и наука
Борьба двух сверхдержав на международной арене привела к «похолоданию» и внутри каждой из стран. Деятели искусства США и СССР оказались втянуты в формирование «образа врага», были свёрнуты научные и культурные контакты. Процессам духовной изоляции способствовали пропагандисты, журналисты, представители интеллигенции и на местном уровне.
По мере ухудшения советско-американских отношений в печати Белорусской ССР появились антизападная риторика и идея борьбы с низкопоклонством перед Западом. Одним из первых проявлений данных тенденций стала статья «За высокую идентичность белорусского театрального искусства» в газете «Советская Белоруссия», где критиковались некоторые концерты за «безвкусицу, безыдейность и пошлость». На собрании писателей и критиков в Минске 28 августа 1946 года Михасём Лыньковым озвучено, что многие произведения национальной литературы недостаточно глубоко отражают советскую действительность, упрекнув их в безыдейности и бездумности. Вскоре, 30 августа, опубликована передовая «Вышэй ідэйны ўзровень работы тэатраў!», в которой речь шла о засорённости репертуаров театров зарубежными пьесами. В сентябре ЦК КП(б)Б также выступил против обилия произведений американских и западноевропейских драматургов.
После принятия «плана Маршалла» антизападная риторика усилилась. Чуть позже начинается борьба с космополитизмом в искусстве. В Белорусской ССР под удар попал Еврейский театр в Минске. В ряде его спекталей, как указывали партийные деятели, «безродный космополитизм соединился с прямым низкопоклонством перед заграницей», а также есть восхваление США. В подобном также обвинялись литераторы с еврейскими фамилиями. Белорусские газеты захлестнула волна публикаций с критикой космополитизма и прославлением национальной гордости.
Однако сферой искусства всё не ограничилось, наука также была затронута. Так, генетик и селекционер Антон Жебрак опубликовал в зарубежном журнале статью с критикой взглядов биолога Трофима Лысенко, за что был подвергнут гонениям и лишен должности президента АН БССР. В рамках борьбы с космополитизмом и белорусским национализмом осуществлялась кампания против журналов «Беларусь» и «Полымя».
Общество пропитывалось духом враждебности и недоверия к иностранцам, повышенной бдительности и секретности. В 1950 году под воздействием данных факторов изменена экспозиция Музея истории Великой Отечественной войны в Минске, изымались экспозиции краеведческих музеев в Витебске, Орше и Лепеле, главным образом то, что касалось экономики, обороноспособности, потерях, партизанском движении и прочего.

## Белорусская эмиграция

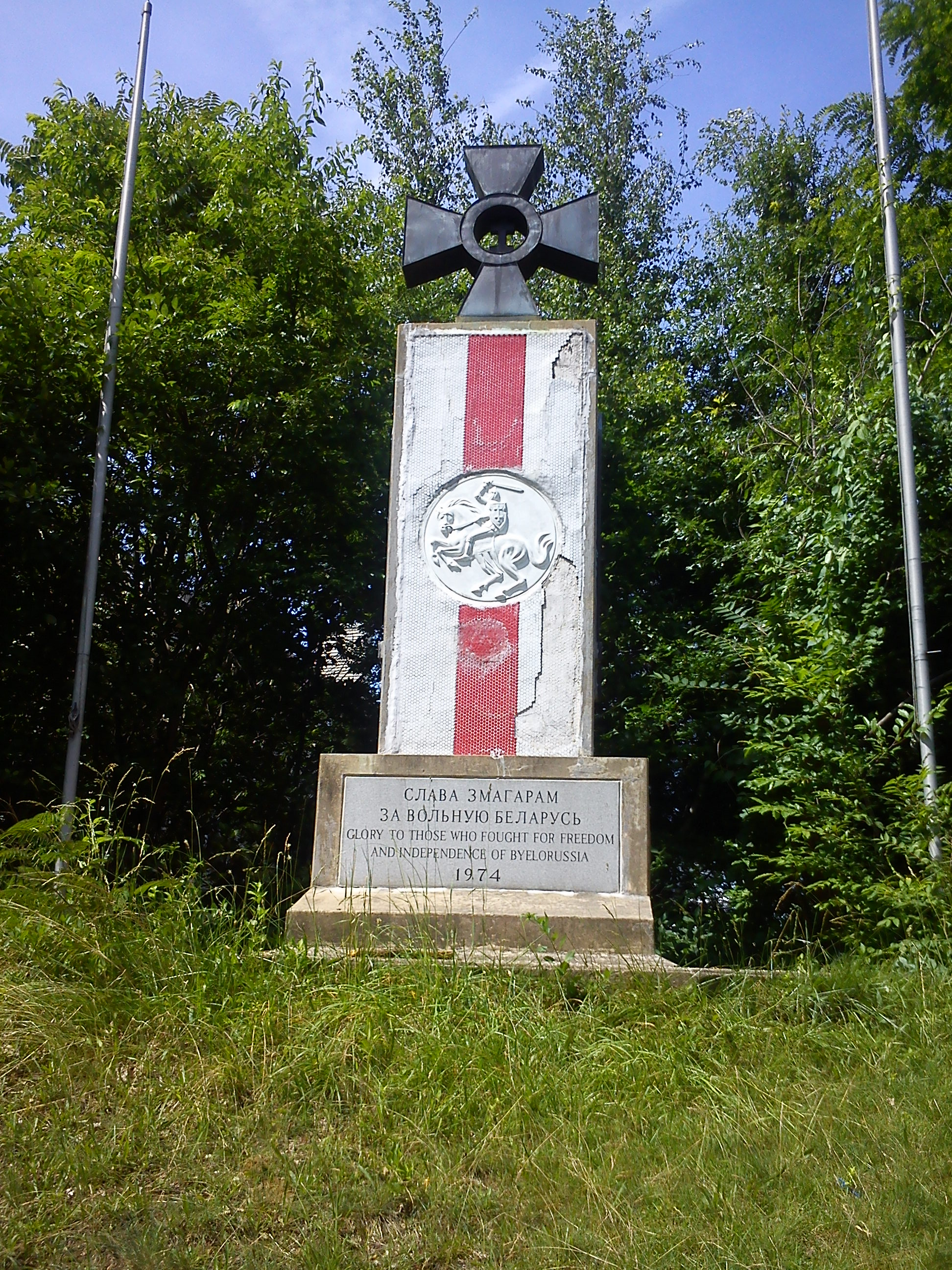
Монумент «Змагарам за Вольную Беларусь» в городе Саут-Ривер, установленный в 1974 году.

Как отметил историк Анатолий Великий, американское правительство весьма лояльно относилось к белорусской эмиграции. Официальное представительство Соединённых Штатов на государственном уровне поддерживали эмиграцию в её желании сохранить идеалы Белорусской Народной Республики. Так, 25 марта 1956 г., день празднования 38-й годовщины провозглашения государства, мэр Нью-Йорка Р. Вагнер-младший официально объявил Днём Беларуси в городе. В марте 1957 г. аналогичное было сделано в штатах Нью-Джерси и Мичиган. Через два года, в 40-ю годовщину БНР, президент США Д. Эйзенхауэр направил председателю Белорусско-американской ассоциации К. Мерляку личное поздравление. В Конгрессе с поздравлениями выступили сенаторы от более 20 штатов. Накануне памятного дня вице-президент Р. Никсон принял в Капитолии белорусскую делегацию. В Нью-Йорке, Чикаго, Кливленде, Детройте проводились праздничные мероприятия.
В МИД БССР восприняли данные шаги как антисоветскую, направленную против «белорусского народа и БССР» кампанию, которую организовали «американские реакционеры». Советская Белоруссия также выразила сожаление, что в мероприятиях участвовали официальные лица государства. Великий подчеркнул, что американцы проводили подобные акции в пику Москве, так как именно она полностью определяла внешнюю политику БССР.
Вместе с тем эмиграция попала в поле зрения американских спецслужб. Сотрудников ЦРУ в первую очередь интересовали европейские белорусы, за счёт которых планировалось проведение активной антисоветской работы. Американцы делили всю белорусскую послевоенную эмиграцию на два основных лагеря: один — во главе с председателем Рады Белорусской Народной Республики (в изгнании) Н. Абрамчиком, другой — Белорусская центральная рада под председательством Р. Островского. Многие из послевоенных эмигрантов отметились сотрудничеством с нацистами, но, как указано в книге бывшего разведчика Дж. Лофтуса «Нацистский секрет Америки», в угоду нуждам Холодной войны бывших белорусских коллаборационистов власти оберегали от правосудия.
Главным образом США поддерживали первую группу, поскольку она была наиболее влиятельной. В самом начале цели сотрудничества ЦРУ с Радой БНР сводились к содействию в публикации пропагандистских материалов, рассчитанных на население Белоруссии, и финансировании эмигрантский газет. Так, например, с 1951 года спецслужба отвечала за финансирования газеты «Бацькаўшчына», а с 1952 — журнала «Шершень».
ЦРУ разработало несколько программ, направленных на применение эмиграции в борьбе с Москвой. Среди таковых:
- REDCAP: предполагала работу агентов с приезжающими в Западную Европу и США официальными представителями БССР в составе советских делегаций.
- REDSKIN: курирование деятельности студентов, рекомендованных БНР на обучение в БССР по программам обмена, а также поездки из Польши в Советскую Белоруссию после снятия ограничений на пересечение границы и туристические поездки из США в БССР.
- AEQUOR: подготовка и заброска на территорию Белоруссии диверсионных и разведывательных групп. Проект осуществлялся с 1951 по 1961 включительно.

Осуществлению последней программы способствовало то, что вплоть до середины 1950-х в Советской Белоруссии действовало вооружённое антисоветское сопротивление. Оно было представлено польской Армией Краёвой и Украинской повстанческой армии, а также коллаборационистами. Кроме того, существовали подпольные молодёжные организации в Слониме, Барановичах, Жировичах Ганцевичах, Поставах, Новогрудке, Лиде, Мяделе, Сморгони, Молодечно, которые ставили своей целью защиту национальных прав и свобод, борьбу против русификации, за сохранение и развитие белорусской культуры, языка, истории, за расширение национального самосознания. Некоторые из данных групп и вооружённых формирований были связаны с американскими и британскими спецслужбами. На территории БССР действовали эмиссары зарубежных разведок, которые пытались координировать их деятельность.

## Военные аспекты
Как было заявлено в труде «Армия Белорусского народа» от Министерства обороны Республики Беларусь, в годы Холодной войны группировка войск Белорусского военного округа вносила огромный вклад в обеспечение безопасности государства на западном направлении, являясь по существу важнейшим факторов стратегического сдерживания для НАТО, в случае угрозы начала классической войны. Он считался одним из самых мощных из 17 военных округов в Вооружённых Силах СССР. Части оснащались новейшим вооружением и военной техникой. В числе первых округ получил ракетное оружие, а в начале 1960-х годов силы округа в числе первых были обеспечены новыми боевыми машинами пехоты и бронетранспортёрами. Именно здесь отрабатывались новейшие формы и способы руководства войсками в бою и операции, активно совершенствовалась организация полевой и воздушной выучки, а также специальной, огневой и тактической подготовки личного состава.
В таких условиях в стране развивался военно-промышленный комплекс. Были построены различные предприятия, такие как «Интеграл», Минский механический завод. Помимо этого в составе Минского автомобильного завода было образовано производство специальных колесных тягачей. Были
созданы научно-исследовательские институты (НИИ) и конструкторские бюро (КБ): НИИ средств автоматизации; минский НИИ радиоматериалов; минский научно-исследовательский приборостроительный институт; НИИ электронных вычислительных машин; «КБ «Дисплей» на базе отдела прикладного телевидения Витебского телевизионного завода; Центральное КБ «Пеленг» и Гомельское КБ «Луч». Всего в советское время в БССР работали 120 организаций оборонно-промышленного комплекса , включая 15 научно-исследовательских институтов и конструкторских бюро. Крупные производства, как правило, не размещались.

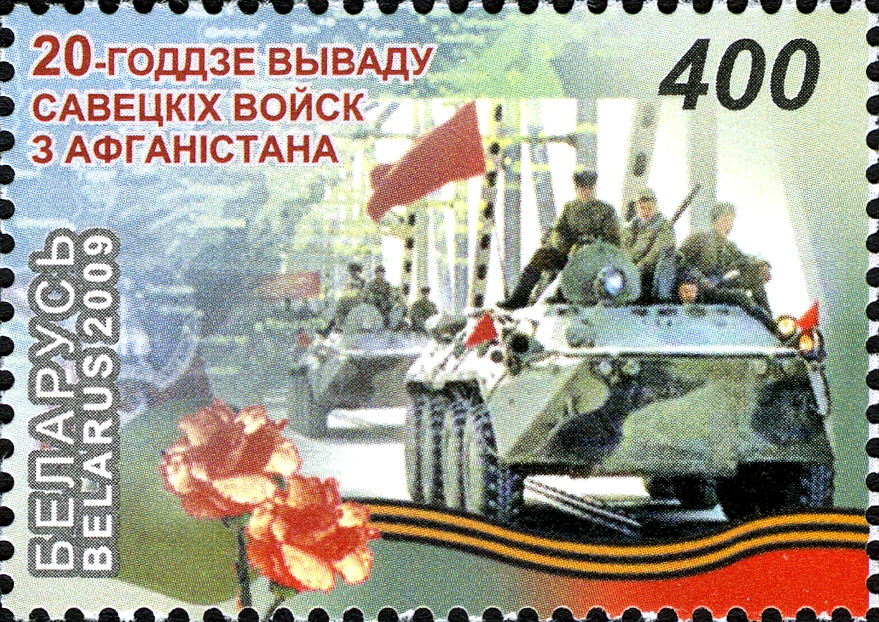
Белорусская почтовая марка 2009 года, приуроченная к 20-летию вывода советских войск из Афганистана.

Этнические белорусы, уроженцы республики разных национальностей, военнослужащие БВО и будущие граждане независимой Белоруссии участвовали в локальных конфликтах Холодной войны. Так, например, исследовательница Ирина Воронкова отметила участие авиационных, зенитных и медицинских частей 338-го и 439-го авиаполков из Барановичей в Корейской войне. По её данным, в зарубежной кампании погибло 12 уроженцев страны, включая 6 пилотов. Среди советских военных специалистов во Вьетнаме также были белорусы; один из них, уроженец деревни Забычанье Костюковичского района Михаил Брындиков, служивший зенитчиком, погиб. Через войну в Анголе, по данным научного сотрудника Института истории НАН Беларуси и кандидата исторических наук Александры Кузнецовой-Тимоновой на 2020 год, прошло 167 человек, включая 6 погибших. Около 30 тысяч в составе ОКСВА сражались в Афганской войне 1979—1989 годов. Свыше 700 белорусов погибли.
На 2023 год А. Кузнецова-Тимонова заявляла следующие цифры погибших: Афганистан — 840 (включая белорусов, рождённых в других республиках СССР), Ангола — 7, Корея — 12, Эфиопия — 5, Сирия — 3, Йемен — 1, Венгрия — 14, Вьетнам — 1, Египет — 4.
Согласно «Республиканской книге памяти воинов-интернационалистов» на 2024 год, во Вьетнаме воевал 201 представитель Беларуси (1 погиб), в Египте — 619 (3 погибло), в Анголе — 127 (2 погибло), в Эфиопии — 113 (погибло 5). Кузнецова-Тимонова указывала, что сложность в определении числа ветеранов определена следующими фактами: 1) некоторые военнослужащие прошли через две или более «горячих точек»; 2) далеко не все участники локальных военных конфликтов, в том числе кадровые военные, имеют официальный статус воина-интернационалиста; 3) почти полная закрытость источниковой базы; 4) отсутствуют чёткие критерии участия в том или ином военном конфликте военнослужащих и гражданских специалистов.

## Ядерная угроза
Белорусские города попали в многочисленные американские планы по ядерным бомбардировкам СССР. В 1956 году, согласно концепции «массированного возмездия», в случае угрозы США должны были нанести ядерный удар по инфраструктуре противника, дабы исключить ответный удар. Среди белорусских городов главными целями определяны Орша и Быхов. В качестве второстепенных целей выбраны Бобруйск, Минск и Гомель. Подобная расстановка была обусловлена тем, что по состоянию на 1956 год ракетное оружие только развивалось, и СССР с США не обладали достаточным количеством таких вооружений для дистанционного уничтожения противника. Удары можно было нанести только стратегической авиацией. В то время Орше и Быхове находились реактивные тяжёлые бомбардировщики Ту-16. Именно для их уничтожения американцы и выбрали эти города в качестве целей. Для нанесения ударов планировалось использовать бомбардировщики B-47 и тяжёлые сверхдальние межконтинентальные стратегические бомбардировщики B-52 с ядерными и термоядерными боеголовками.
На случай осуществления подобных планов в СССР разрабатывались контрмеры. Так, в 1961 году из системы местной противовоздушной обороны (МПВО) была образована система гражданской обороны (ГО). В постановлениях Совета Министров Белорусской ССР 1948, 1951, 1957 гг. содержались подробные инструкции по организации защиты населения, городов, важных предприятий в случае начала военных действий. Проектировались и строились командные пункты МПВО, убежища, разрабатывались учебные программы по обучению населения противоатомной защите, было запрещено строительство новых и расширение существующих промышленных предприятий в городах и прочее.
В 1960-е годы структура гражданской обороны претерпела более масштабное усовершенствование. На фоне обострения международной обстановки в Белорусской ССР в течение 1962 г. было проведено 3 крупномасштабных учения, в которых было задействовано более 300 тыс. человек личного состава невоенизированных формирований и населения. Белорусские военные формирования и формирования ГО были приведены в состояние «повышенной готовности». После спада напряжённости гражданская оборона оставалась важным элементом военного потенциала СССР и Белорусской ССР и продолжала совершенствоваться. Особую значимость приобрела проблема обеспечения устойчивой работы экономики в военное время. За основу защиты была принята идея проведения массовой эвакуации населения городов — вероятных целей нападения — в загородные зоны. Персонал, задействованный в работе предприятий, обеспечивался убежищами.
В 1970-е гражданская оборона была переведена под контроль Министерства обороны СССР. На местном уровне ответственность за выполнение мероприятий ГО возлагалась на Совет Министров БССР. Несмотря на военно-политический паритет и потепление в отношениях между СССР и США, совершенствование системы по защите населения было продолжено. В частности, в это время проводилась работа по увеличению количества защитных сооружений, был осуществлен комплекс других научных и практических мероприятий. В соответствии с научными разработками строились новые виды противорадиационных укрытий, разрабатывались более эффективные планы обеспечения устойчивой работы экономики в военное время.

## Влияние
За годы Холодной войны у белорусского населения сформировался образ НАТО как врага. Данное обстоятельство после распада СССР усложняло налаживание сотрудничества республики с блоком. Тем не менее, имелось и положительное воздействие условий Холодной войны. Если до Великой Отечественной войны территория республики была регионом Советского Союза на границе с капиталистическим миром, то после войны Белоруссия стала внутренним регионом мирового социалистического содружества. В стране развернулось строительство объектов тяжёлой промышленности, в том числе и военно-промышленного комплекса. Вместе с научно-технической революцией 1950-х — 1960-х годов к 1980-м годам это превратило её в индустриальную республику с мощным производственно-экономическим и научно-техническим потенциалом.
В независимый период стране досталось большое наследие: 1410 воинских формирований БВО, группировка стратегических ядерных сил (около 180 соединений, частей и учреждений численностью около 40 тыс. человек). Концентрация войск в республике являлась самой высокой в Европе. Так, например, один военнослужащий приходился на 43 человека гражданского населения. К Белоруссии полностью отошли воинские части Сухопутных войск и ПВО, примерно 90% истребительной и бомбардировочной авиации, полк транспортной авиации, полк стратегических бомбардировщиков, воздушно-десантная дивизия. На территории молодого государства находилась группировка в 240 тысяч человек. Из них 125 тысяч человек весной 92-го непосредственно составили белорусскую армию. Беларусь не могла содержать такой контингент, а потому провела сокращения армии. В начале 1990-х в республике сокращены 1773 танка, 130 боевых самолётов, 1341 боевая бронированная машина. Личный состав ужался до 65 000. Также проведена ядерная демилитаризация.
Военные Белоруссии изучали опыт Холодной войны. В данный период в европейских государствах получила распространение концепция территориальных войск, предназначеная практически исключительно для обороны своей страны в случае нападения. Сформированные в основном из резервистов, они позволяли получить в случае мобилизации части значительной численности, хорошо знающие свой регион, но не нуждающиеся в большом финансировании в мирный период. Территориальные войска также предназначались для ведение партизанской войны. Военный эксперт Александр Гелогаев писал, что почти все причины, по которым в годы Холодной войны в Европе развивались части территориальной обороны, оказались актуальны и для независимой Белоруссии: относительная дешевизна в мирное время, гибкость — способность быть разной в зависимости от условий конкретной страны, ограничение международных военных обязательств, подчёркнуто оборонительная направленность, морально-психологическая подготовка населения и вовлечение широких слоёв общества. Опираясь на это, были сформированы Территориальные войска Белоруссии.